# Mike sulla Luna
Mike sulla Luna (Atrapa la bandera) è un film d'animazione del 2015 diretto da Enrique Gato.